# Alexandrita
Alexandrita (português brasileiro) ou alexandrite (português europeu) é uma variedade do mineral crisoberilo e uma pedra preciosa muito apreciada e de grande valor. Muda sua cor de acordo com a luz: à luz natural é geralmente verde-oliva, mas à luz incandescente, de lâmpadas de filamento e fogo, assume cor vermelha. Sua mudança de cor e relativa escassez é devido a uma combinação extremamente rara de minerais, incluindo titânio, ferro e cromo. O crisoberilo algumas vezes pode conter minúsculas inclusões em forma de agulhas, paralelas, que refletem uma luz prateada e ondulante (efeito de acatassolamento), quando lapidada em cabochão.

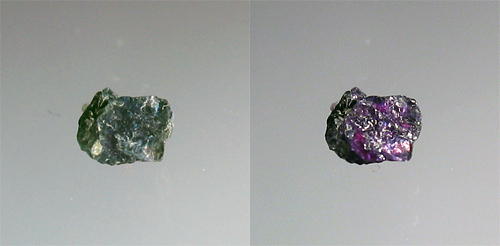
Cristal de alexandrite; à luz solar ou fosforecente (esq.) e à luz incandescente (dir.). Origem: Brasil.

É uma das pedras mais caras, sendo encontrada nos Montes Urais na Rússia e no município de Antônio Dias em Minas Gerais.

## Origem
O nome alexandrita devido ao aniversário de 12 anos de idade de Alexandre Nicolaievitch, o futuro czar Alexandre II, que coincidiu com o dia em que o explorador finlandês Nils Nordenskiöld encontrou a pedra, pela primeira vez, nos montes Urais da Federação Russa. Nils Nordenskiöld percebeu que a variação de coloração da pedra encontrada, quando esta se apresentava sob a luz do sol e a luz incandescente, coincidiam com as cores do exército do czar: verde e vermelho. Devido s tal coincidência a Alexandrita passou a ser um símbolo nacional da Rússia.

## Produção

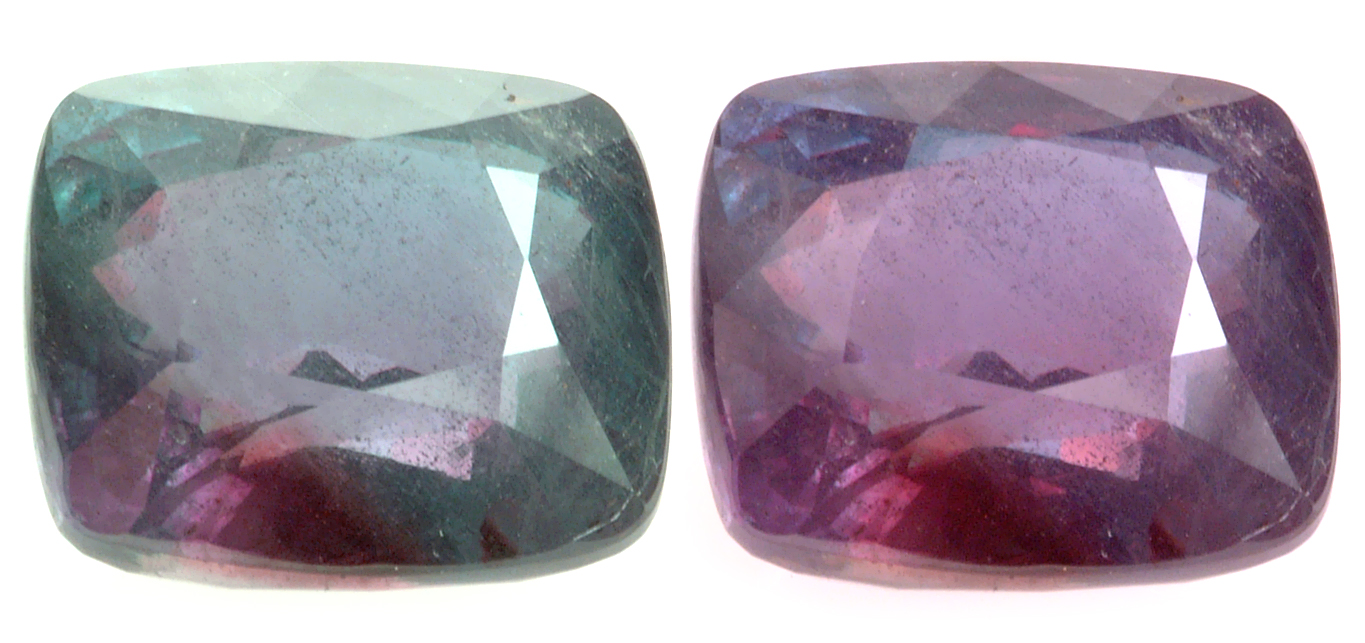
Alexandrita lapidada. Esta pedra é famosa por suas propriedades ópticas estranhas, pois a gema pode mudar de cor dramaticamente dependendo do tipo de luz que incide sobre ela

A Rússia foi o único produtor dessa variedade de crisoberilo por muito tempo, até que, entre 1960 e 1980, devido ao esgotamento de suas reservas, o Sri Lanka passou a ser o produtor mais importante.
Entre 1970 e 1980 o Brasil também se tornou um produtor de Alexandrita com extrações na Bahia, Espírito Santo e, principalmente Minas Gerais onde, inicialmente a alexandrita era extraída no município de Malacacheta.
Em 1986 descobriu-se grande quantidade dessa gema em hematita, no município de Antônio Dias, o que provocou o abandono dos demais garimpos. A jazida de hematita levou o Brasil à condição de maior produtor mundial.

## Cristais Artificiais
Desde 1970 se produz Alexandrita sintética, e há também, no mercado, imitações feitas com espinélio sintético, ao qual se adicionou óxido de vanádio. As imitações são vendidas sob os nomes de Alexandrina, Alexandrita sintética ou simplesmente Alexandrita, o que pode provocar confusão na hora da compra.

## Curiosidade
A maior Alexandrita já lapidada, com 65 quilates, foi encontrada no Sri Lanka e atualmente se encontra no Museu de História Natural de Washington nos Estados Unidos. Ainda no Sri Lanka encontrou-se uma Alexandrita que pesou 375g em seu estado bruto.
Foram descobertas três pedras no município de Antonio Dias em Minas Gerais. A menor pesando 388,74 gramas a segunda pesando 651,50 gramas e a maior pedra pesando 6.184,27 gramas. conforme laudo do GEMOLOGICAL LABORATORY HÉCLITON SANTINI HENRIQUES Registration Number: LT-390/11. todas em estado bruto.